# Lopert Films
Pour les articles homonymes, voir Lopert (homonymie).
Lopert Films (ultérieurement Lopert Pictures Corporation), fondée par Ilya Lopert en 1947 et dissoute en 1969, est une société de distribution de film d'art et essai américaine.

## Historique
Ilya Lopert, qui travaille dans l'industrie cinématographique depuis les années 1930, notamment aux studios de doublage de la Paramount à Paris, commence à distribuer aux États-Unis quelques films européens, dont Mayerling d'Anatole Litvak. En 1947, il crée Lopert Films et distribue notamment Sciuscià de Vittorio De Sica et Richard III de Laurence Olivier. Après avoir produit Vacances à Venise de David Lean, distribué par United Artists en 1955, la société investit massivement dans Porte des Lilas de René Clair, Guendalina d'Alberto Lattuada et Les Nuits de Cabiria de Federico Fellini, qui sont des échecs commerciaux aux États-Unis. Lourdement endettée, Lopert Films se sépare de ses deux salles de cinéma d'art et essai à Washington, le DuPont et le Playhouse, et abandonne la production.  
Le potentiel des films d'art et essai aux États-Unis devient évident après le succès de Et Dieu… créa la femme en 1956, qui n'a pas obtenu le code Hays de la Motion Picture Association of America, et est donc distribué sous couvert d'une filiale de la Columbia, Kingsley-International. La pratique devient courante. United Artists s'y engouffre depuis que Lopert possède une option sur un autre film de Brigitte Bardot, Une Parisienne, et rachète la société, renommée en Lopert Pictures Corporation. De 1959 à 1969, la filiale de UA distribue environ 5 films par an aux États-Unis, de Orfeu Negro de Marcel Camus à Baisers volés de François Truffaut. 